# شركة بيرس الصناعية

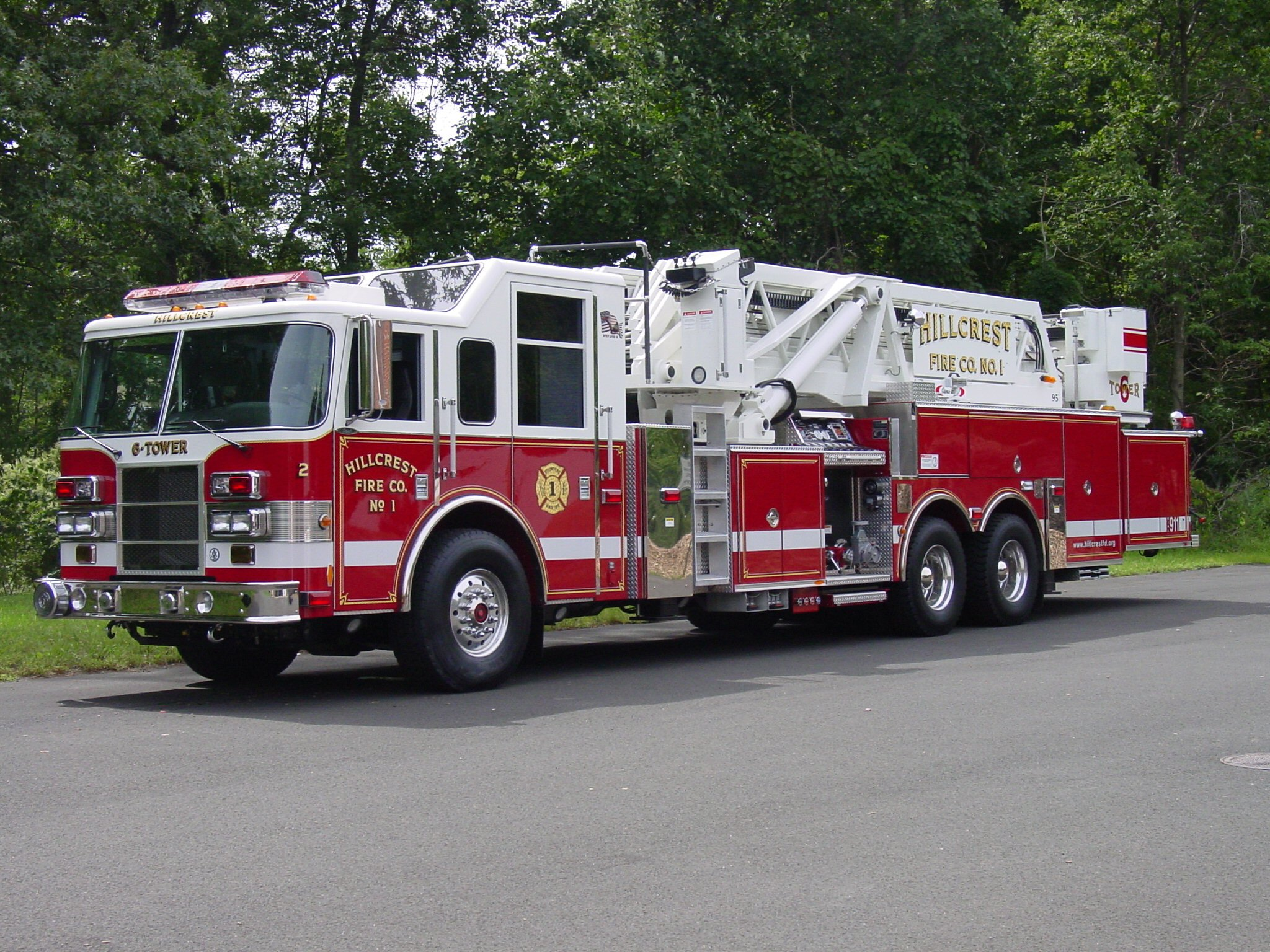

شركة بيرس الصناعية في أبليتون (ويسكونسن) مُنتج معدات الإطفاء والإنقاذ وهي شركة تابعة مملوكة بالكامل ل شركة أوشكوش.التي استحوذت عليها عام 1996.
تأسست شركة بيرس اصلاً عام 1913 على يد (همفري بيرس) وولده (دادلي) بأسم (the Pierce Auto Body Works Inc)وركزت على بناء هياكل الشاحنات المخصصة لفورد موديل تي. ومن عقد الستينات إلى أوائل عقد الثمانينات أنتجت شركة بيرس هياكل الشاحنات المخصصة للمنتجين الآخرين واعُتبرت صانع معدات أصلية.
بمرور السنين اقامت بيرس شراكات مع منتجين مختلفين منظمنها (سنوركال),(بت من),(ايرل انفيشن),(لادر تاورز انكوبريتد),(سميل),(برونتو سكي ليفت) و (نوفا كونتاك).
وبالإضافة إلى منشأتها الإنتاجية في ويسكنسون تملك شركة بيرس منشأت إنتاجية آخرى في برادنتون (فلوريدا) , وتجري في منشأت فلوريدا إنتاج وترميم معدات الإطفاء.

## المخترعات
- أول كابينة مائلة متخصصة تستخدم في صناعة هيكل سيارة الإطفاء (Dash, 1984), كابينة مائلة منفصلة (Lance, 1985)
- النظام الإلكتروني (command zone) وهو نظام الكتوني يستخدم في سيارات الإطفاء.(منذ عام 1996-الآن)
- نظام التعليق الأمامي المستقل TAK-4 وهو يستخدم في سيارات الإطفاء (عام 2001-الآن)
- نظام الحماية (Side Roll) وهو أكياس هوائية جانبية.(2003)
- أكياس هوائية أمامي (2006).
- (PUC)مضخة ماء تستخدم في سيارات الإطفاء (2007)

## المنتجات

### الإنتاج الحالي
هياكل سيارات الإطفاء من الانواع التالية:
- Arrow XT (2003–حتى الآن)
- Impel (2006–حتى الآن)
- Quantum II (2005–حتى الآن)
- Saber (1992–حتى الآن)
- Velocity (2006–حتى الآن)
- Dash CF (2011-حتى الآن)
- Enforcer (2014-حتى الآن

### الإنتاج السابق
هياكل سيارات الإطفاء من الانواع التالية:
- Arrow (1980–2002)
- Dash (1984–1999)
- Dash D-8000 (1988–1992)
- Dash 2000 (1999–2007)
- Enforcer (2000–2007)(Reintroduced in 2014)
- Javelin (1990–1993)
- Lance (1985–1993)
- Lance II (1993–1999)
- Lance 2000 (1999–2007)
- Quantum (1995–2004)
- Contender custom (1999–2010)

### الإنتاج التجاري
- Suburban (????–????)
- Contender Commercial (1999–current)
- Responder (?-1998)(Reissued 2008–current)

### الإجهزة
- مختلف أنواع السلالم (المستخدمة في سيارات الإطفاء).
- الرافعات (المستخدمة في سيارات الإطفاء).
- مضخات ماء (المستخدمة في سيارات الإطفاء).
- مركبات الأمن الداخلي.
- مركبات القيادة والاتصال (المستخدمة في عمليات الإطفاء).
- نظام فوم (رغوة إطفاء حريق).
- سيارات الإطفاء الدورية.